# کوت سیدنعیم
کوت سیدنعیم  شهری از توابع بخش مرکزی شهرستان دشت آزادگان در استان خوزستان ایران است. کوت سید نعیم به پاس زحمات بنیانگذار آن؛ سید نعیم طالقانی که از سادات بزرگ منطقه و از نوادگان پیامبر اسلام بودند، به نام ایشان مزین شده‌ است.

## موقعیت جغرافیایی
شهر کوت سید نعیم از توابع شهرستان دشت آزادگان، بخش مرکزی و دهستان حومه شرقی است. این شهر از شمال به اراضی کشاورزی و رودخانه کرخه، از شرق به کانال آب و اراضی کشاورزی، از غرب به روستای ابوسحاب و از جنوب به محور اهواز – سوسنگرد و اراضی کشاورزی محدود می‌گردد.
شهر کوت سید نعیم بین ۳۱ درجه تا ۳۲ درجه و ۵ دقیقه عرض شمالی، همچنین ۴۷ درجه و ۴۱ دقیقه تا ۴۸ درجه و ۳۰ دقیقه طول شرقی از نصف النهار کرینویچ واقع گردیده‌است.
آب و هوای کوت سید نعیم معتدل و مرطوب بوده و همانند سایر سکونتگاهای استان خوزستان دارای رطوبت و بارش باد زیاد است.
محدوده اراضی کشاورزی و منابع طبیعی
براساس اطلاعات اخذ شده از مدیریت جهاد کشاورزی شهرستان دشت آزادگان، ۳۵۰۰ هکتار اراضی زراعی در سطح شهر کوت سید نعیم وجود دارد این اراضی به‌طور پراکنده در اطراف شهر وجود دارد و بیشترین سطح اراضی کشاورزی در شمال شهر واقع شده‌است.
شهر کوت سید نعیم از لحاظ ژئومورفولوژیک در منطقه دشتی و در یک محدوده پست و همواره استقرار یافته و توسط روستاهای اطراف محصور گشته‌است. شهر دارای بافتی نسبتاً پراکنده بوده و به لحاظ شکلی نیز ساختار خطی در سیمای کلی شهر قابل مشاهده است. از عوارض طبیعی دیگر نمی‌توان در محدوده شهر اشاره کرد. هیچ رشته کوهی در حوزه این شهر قرار نگرفته‌است. ارتفاع شهر از سطح دریا ۲۵۰ متر است.